# اولریکه براندستورپ
اولریکه براندستورپ (به انگلیسی: Ulrikke Brandstorp) (زاده ۱۳ ژوئیه ۱۹۹۵) خواننده نروژی است.
او نماینده نروژ در یوروویژن ۲۰۲۰ بود ولی این مسابقات به دلیل دنیاگیری کووید-۱۹ برگزار نشد.